# Dorfkirche Poppau

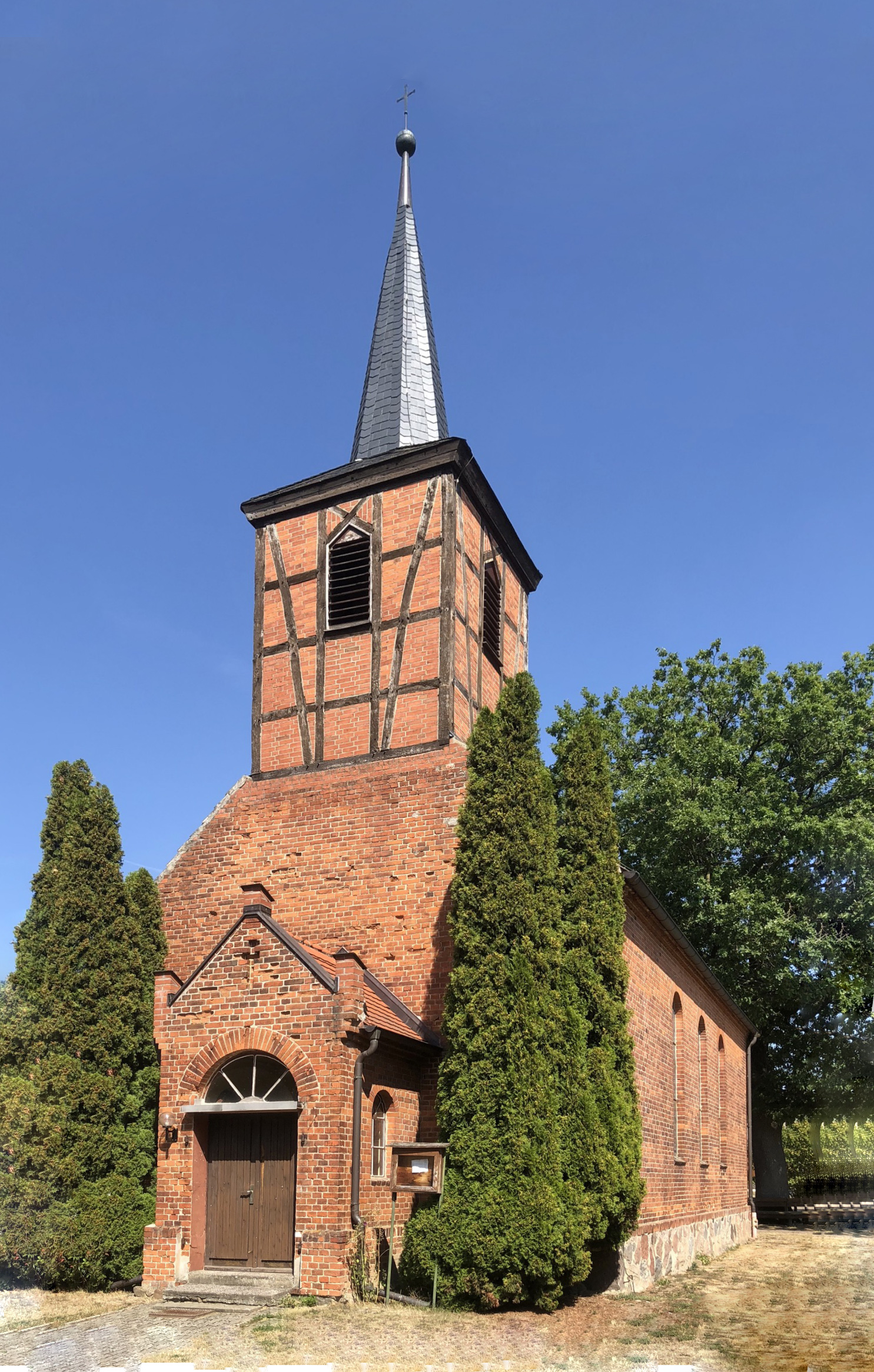
Dorfkirche Poppau, 2019

Die Dorfkirche Poppau ist eine denkmalgeschützte Kirche im zur Gemeinde Beetzendorf gehörenden Dorf Poppau in Sachsen-Anhalt.
Sie gehört zum Pfarrbereich Beetzendorf des Kirchenkreises Salzwedel der Evangelischen Kirche in Mitteldeutschland.

## Lage
Die Kirche steht sich im Ortszentrum von Poppau an der Dorfstraße, nordöstlich befindet sich das Kriegerdenkmal Poppau. 

## Architektur und Geschichte
Die schlichte Kirche entstand im Jahr 1905 im Stil der Neoromanik. Sie verfügt über einen aus Backsteinen auf rechteckigem Grundriss errichteten Saal. Oberhalb des westlichen Teils der Kirche erhebt sich ein in Fachwerkbauweise errichteter Kirchturm.
Das Kircheninnere wird von einer flachen Decke überspannt. Auf der Westseite befindet sich eine aus der Bauzeit stammende Empore. Auch das Kirchengestühl und die Kanzel sind bauzeitlich.
Deutlich älter ist eine bereits um 1520 geschaffene spätgotische Schnitzretabel, die aus dem Vorgängerbau stammt und im Jahr 1904 restauriert wurde. In ihrem Mittelschrein ist das Abendmahl dargestellt. Die inneren Flügel zeigen Maria und Johannes den Täufer. Weitere Abbildungen zeigen Heilige vor Landschaftsdarstellungen, so Anna Selbdritt mit einer darunter angeordneten Katharina, eine vor eine Kirche kniend abgebildete Nonne und einen Erasmus oberhalb von Margareta. Die Bilder des rechten äußeren Flügels weisen stark Beschädigungen auf. Erkennbar ist eine Darstellung der Dorothea. Die Außenflügel haben auf ihrer Rückseite eine Leinwandbespannung.
Die Entstehung eines in der Kirche befindlichen aus Holz gefertigten Taufblocks wird für das 17. Jahrhundert angenommen.
Im örtlichen Denkmalverzeichnis ist die Kirche unter der Erfassungsnummer 094 90292 als Baudenkmal verzeichnet.